# Protetorado Francês do Camboja
O Protetorado Francês do Camboja foi um regime político no Camboja a partir de 1863, quando a França (na época do Segundo Império Francês), estabeleceu sua “proteção” ao Reino Cambojano, anteriormente um Estado vassalo da Tailândia. Em 1863, o Camboja sob o rei Norodom tornou-se um protetorado da França. Em outubro de 1887, os franceses anunciaram a formação da Union Indochinoise (União da Indochina), que na época era composta por Camboja, possessão francesa já autónoma, e as três regiões do Vietnã (Tonquim, Annam e Cochinchina). Em 1893, o Laos foi anexado depois que os franceses ameaçaram o Rei Chulalongkorn de Sião com guerra, forçando-o a abandonar o território.
Integrou  em 1887 a Indochina francesa durante a criação desta última, o Camboja, em 1946, atingiu o estatuto de Estado associado da União Francesa. Em novembro de 1949, o protetorado foi oficialmente abolido, mas o Camboja continuou em grande parte sob a influência francesa no seio da Federação da Indochina, até a proclamação da independência, em 1953, reafirmada o ano seguinte pelos Acordos de Genebra.